# 國道6號 (日本)

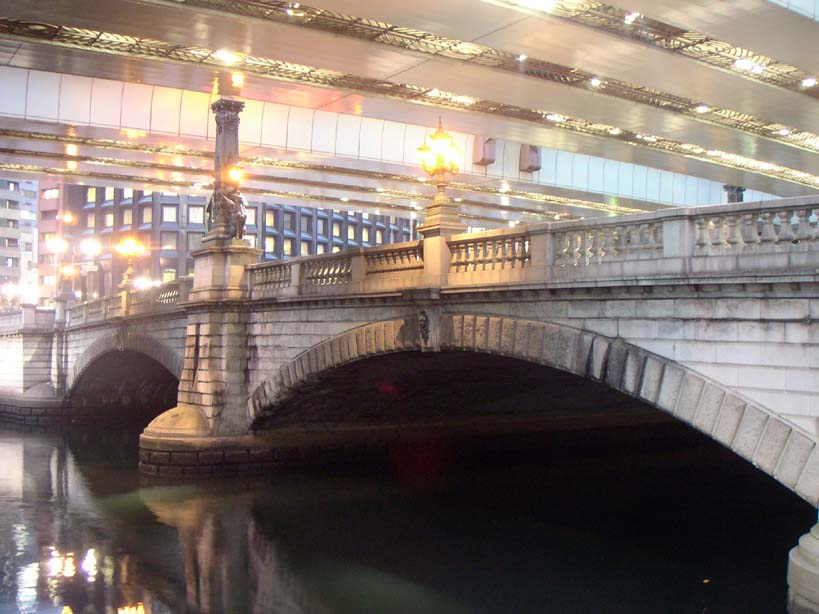
日本橋

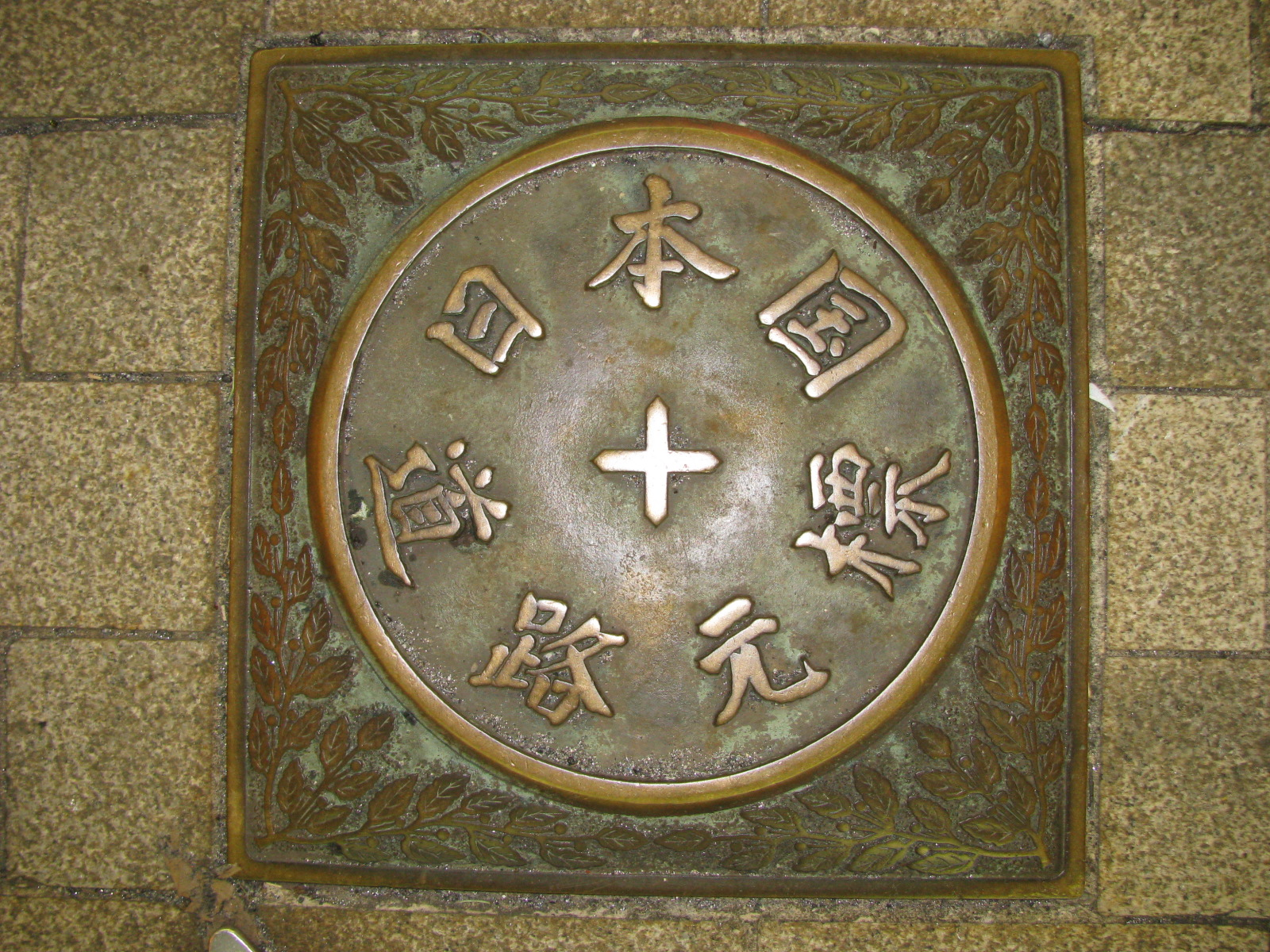
日本橋中央的日本國道路元標

國道6號（日语：／ Kokudō Roku-gō）是日本東京都中央區至宮城縣仙台市的一般國道。

## 概要

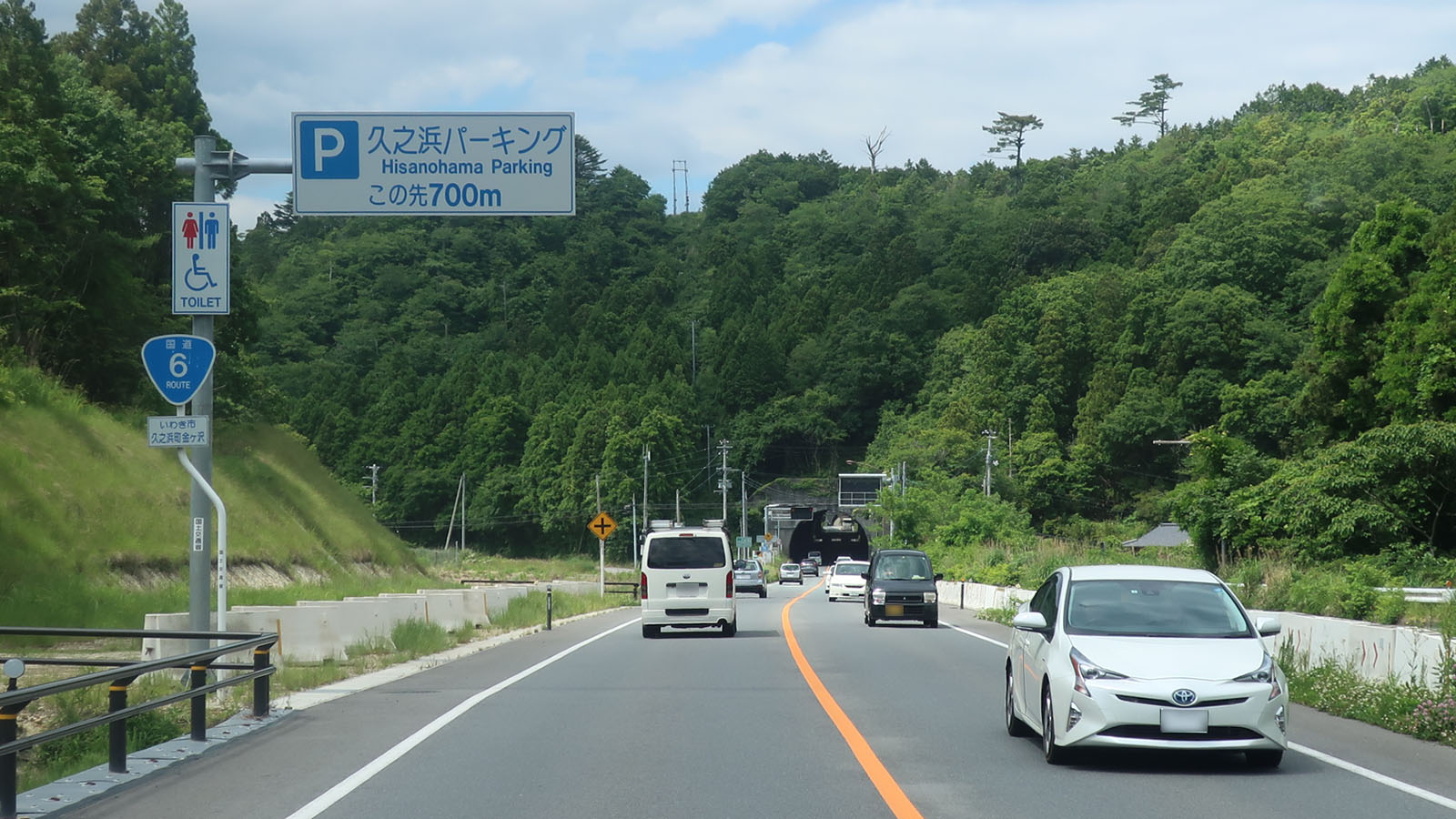
福島縣磐城市久之濱町
(福島縣濱通地區，2018年6月)

國道6號是從東京都中央區日本橋經水戶市至仙台市的路線。不同於通過福島縣中通的國道4號，國道6號是從水戶沿太平洋北上通過福島縣濱通。全線（特別是千葉縣至宮城縣區間）與常磐自動車道及常磐線並行。
福島第一核電廠事故劃定歸還困難區域後，福島縣內部分區間僅開放許可車輛通行，2014年9月15日起開放汽車自由通行。

### 路線資料
依據一般國道路線指定政令列出起終點與重要行經地。
- 起點：東京都中央區（日本橋：國道1號、國道4號、國道14號、國道15號、國道17號、國道20號起點）
- 終點：宮城縣仙台市宮城野區（苦竹IC（日语：苦竹インターチェンジ）：國道4號上、國道45號交匯點、國道47號起點）
- 主要經由地：東京都台東區（花川戶一丁目），墨田區（向島二丁目），葛飾區（金町四丁目），千葉縣松戶市、柏市、我孫子市，茨城縣取手市、龍崎市、牛久市、土浦市、石岡市、水戶市、勝田市[注釋 2]（田彥）、日立市、高萩市、北茨城市，福島縣磐城市（泉町）、雙葉郡雙葉町、同郡浪江町、原町市[注釋 3]、相馬市，宮城縣岩沼市、名取市
- 總長度：410.9 km（宮城縣 49.8 km、仙台市 33.1 km、福島縣 134.1 km、茨城縣 155.0 km、千葉縣 23.1 km、東京都 15.7 km）含共用區間[3][注釋 4]
- 共用長度：22.0 km（宮城縣 10.3 km、仙台市 11.0 km、福島縣 - km、茨城縣 - km、千葉縣 - km、東京都 0.8 km）[3][注釋 4]
- 未啟用長度：無[3][注釋 4]
- 實際長度：388.8 km（宮城縣 39.6 km、仙台市 22.2 km、福島縣 134.1 km、茨城縣 155.0 km、千葉縣 23.1 km、東京都 14.9 km）[3][注釋 4]
  - 現道：379.8 km（宮城縣 39.6 km、仙台市 22.2 km、福島縣 134.1 km、茨城縣 147.2 km、千葉縣 23.1 km、東京都 13.6 km）[3][注釋 4]
  - 舊道：無[3][注釋 4]
  - 新道：9.0 km（宮城縣 - km、仙台市 - km、福島縣 - km、茨城縣 7.7 km、千葉縣 - km、東京都 1.3 km）[3][注釋 4]
- 指定區間：東京都中央區日本橋至宮城縣仙台市宮城野區日之出町二丁目3番27（苦竹交流道）（全線）[4]

## 歷史
國道6號繼承江戶時代的水戶街道（江戶 - 水戶），以及字水戶開始的磐城街道、岩城相馬街道。水戶街道與岩城相馬街道也合稱濱街道。為了避開奧州街道的混雜，不少進行參勤交代的大名會使用此路線。
明治時代的1872年（明治5年），水戶街道與岩城相馬街道合併改稱陸前濱街道，接著1885年（明治18年）內務省告示第6號「國道表」將水戶以南定為第十四號國道「東京至茨城縣路線」，水戶以北劃入第十五號國道「東京至宮城縣別路線」。
1919年（大正8年）4月11日公布新道路表，翌年1920年（大正9年）4月1日依內務省施行之舊道路法的路線認定，將東京 - 仙台本路線定為國道6號「東京市至宮城縣廳所在地路線」。雖然許多區段延續過去的陸前濱街道及江戶時代舊街道。但也有部分是新闢路段。繼承陸前濱街道的舊道道路兩側原有江戶幕府種植的松樹，但因道路拓寬而消失。當時路線從東京日本橋出發，經取手、土浦、水戶，從壽橋跨越那珂川（現茨城縣道253號水戶枝川線）至枝川（常陸那珂市）北上。
終戰後的1952年（昭和27年）12月4日，依新道路法實施路線指定，舊國道6號為一級國道6號（東京都中央區 - 宮城縣仙台市）。1965年（昭和40年）4月1日道路法修正，廢除一級、二級區分，為一般國道6號。
國道6號跨越多條河川，但架橋多在大正時代至昭和初期，因此が1919年（大正8年）舊道路法成立以前，大部分是採用渡船過河。如茨城縣的鮎川橋（日立市鮎川）架於1927年（昭和2年），榊橋（久慈川）架於1930年（昭和5年），錢龜橋（土浦市櫻川）架於1934年（昭和9年），大利根橋（利根川）架於1930年（昭和5年），有許多橋梁都架於昭和初期。

### 年表
- 1961年（昭和36年） - 松戶繞道（日语：松戸バイパス）通車
- 1963年（昭和38年） - 取手繞道（日语：取手バイパス）通車
- 1965年（昭和40年）8月24日 - 金町繞道（日语：金町バイパス）通車[11]
- 1966年（昭和41年） - 小木津繞道（日语：小木津バイパス）通車
- 1971年（昭和46年） - 亘理繞道（日语：亘理バイパス）通車
- 1973年（昭和48年） - 水戶繞道（日语：水戸バイパス）通車
- 1974年（昭和49年） - 勝田擴幅（日语：勝田拡幅）啟用
- 1982年（昭和57年） - 土浦繞道（日语：土浦バイパス）通車
- 1990年（平成2年） - 茨城町繞道（日语：茨城町バイパス）通車
- 1999年（平成11年） - 榊橋新橋通車
- 2000年（平成12年） - 常磐繞道（日语：常磐バイパス）通車
- 2005年（平成17年）3月 - 藤代繞道（日语：藤代バイパス）通車
- 2008年（平成20年）3月 - 相馬繞道（日语：相馬バイパス）通車
- 2011年（平成23年）
  - 3月11日 - 東日本大地震導致福島縣及宮城縣內部份路段受損[12]。
  - 4月22日 - 福島第一核電廠劃設了方圓20公里警戒區，在福島縣內部份路段實施管制，僅取得許可的車輛才可駛入。
- 2014年（平成26年）9月15日 - 開放一般車輛通行[13]。
- 2017年（平成29年）
  - 2月26日 - 久之濱繞道（日语：久之浜バイパス）通車
  - 4月1日 - 久之濱繞道、相馬繞道並行之現道區間轉由福島縣管理[14]。
- 2018年（平成30年）4月1日 - 常磐繞道並行之現道區間轉由福島縣管理[15]。

## 路線狀況

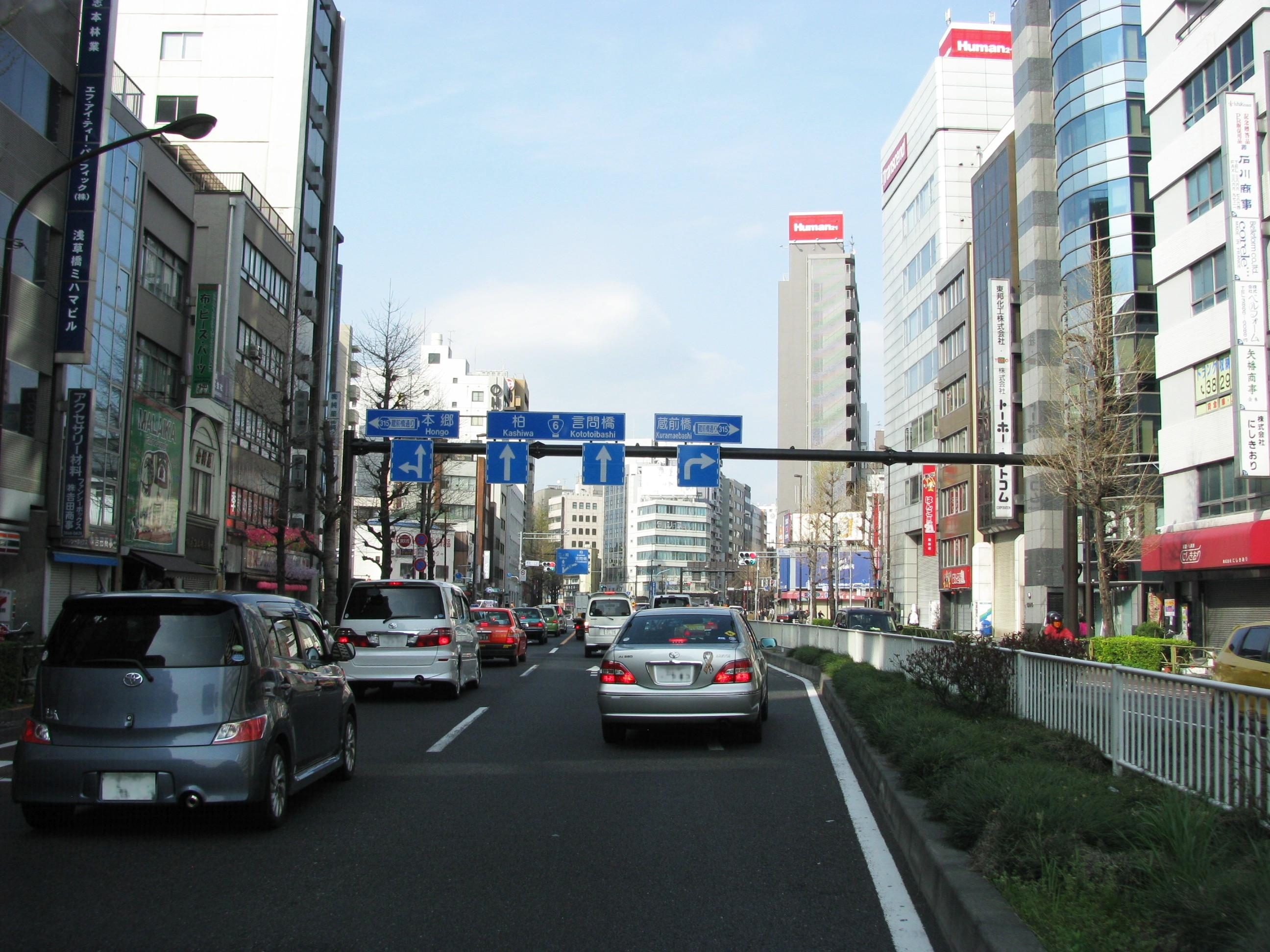
東京都台東區藏前

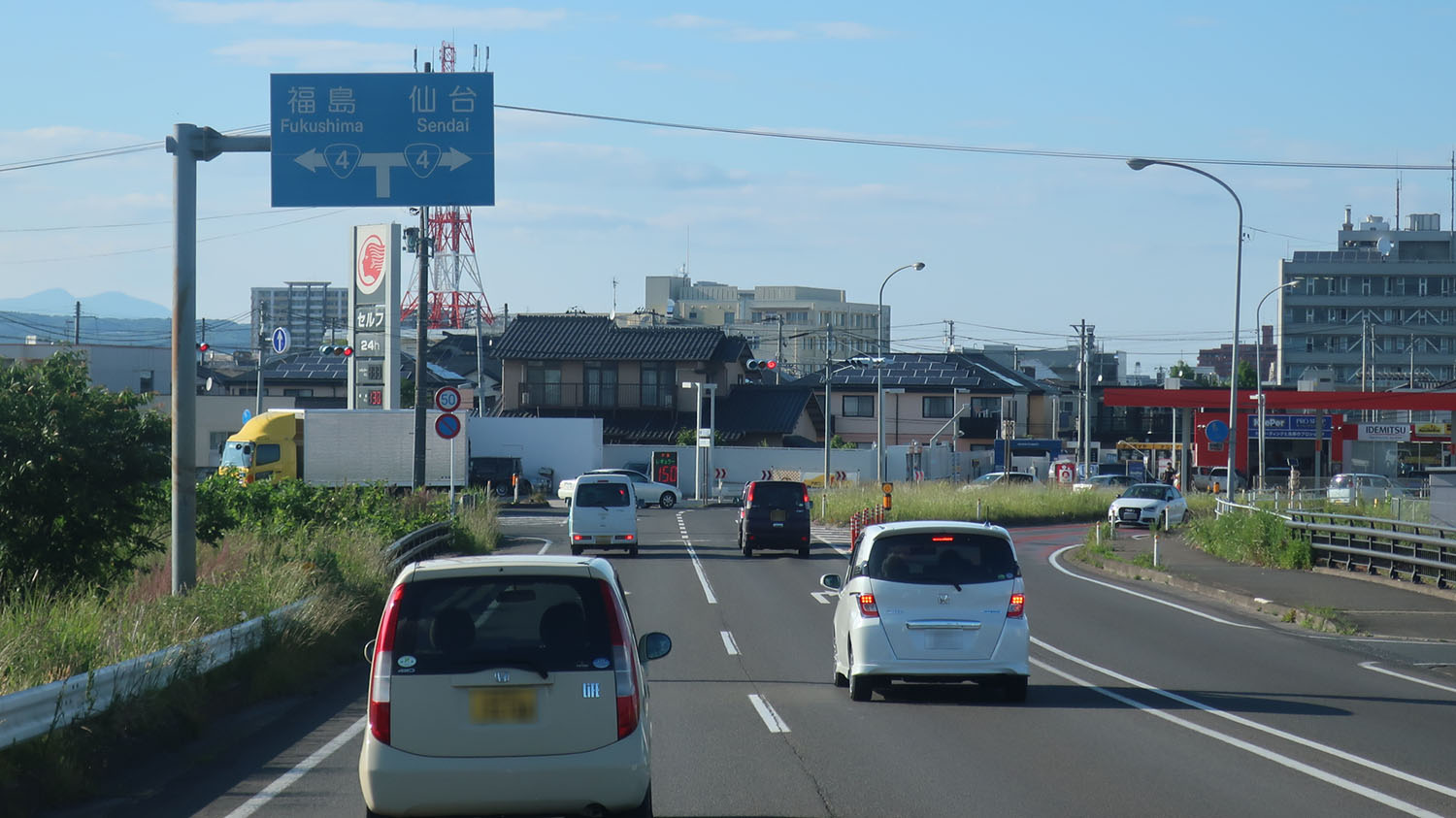
終點重複區間
宮城縣岩沼市　藤浪交差點

東京都
基本上都內都是4車道以上，但跨越荒川、綾瀨川的四木橋是2車道。
千葉縣
千葉縣內全線4車道。但是仍有部分路段易有堵塞，特別是柏市呼塚（よばつか）立體交差點（國道16號交點、國道294號起點）。
茨城縣
茨城縣大利根橋（縣界） - 取手市小浮氣間、土浦市內部分路段、茨城町北部 - 水戶市內 - 常陸那珂市內、東海村北端 - 日立市南端為4車道，與交通量相比，車道增建進度較慢。因此，日立市內的國道6號除了常磐道以外，沒有其他平行幹道，通過、流入、區內車輛交雜，已形成長期交通堵塞。神田町至大甕町正在進行大和田擴幅工程。
福島縣
福島縣內的磐城市、相馬市、新地町設有繞道，其他磐城市內大部分是立體交會的高規格繞道。其他區間多為雙向各1車道。
宮城縣
進入宮城縣後維持雙向各1車道，岩沼市與國道4號匯合至終點仙台市苦竹IC。

### 別名

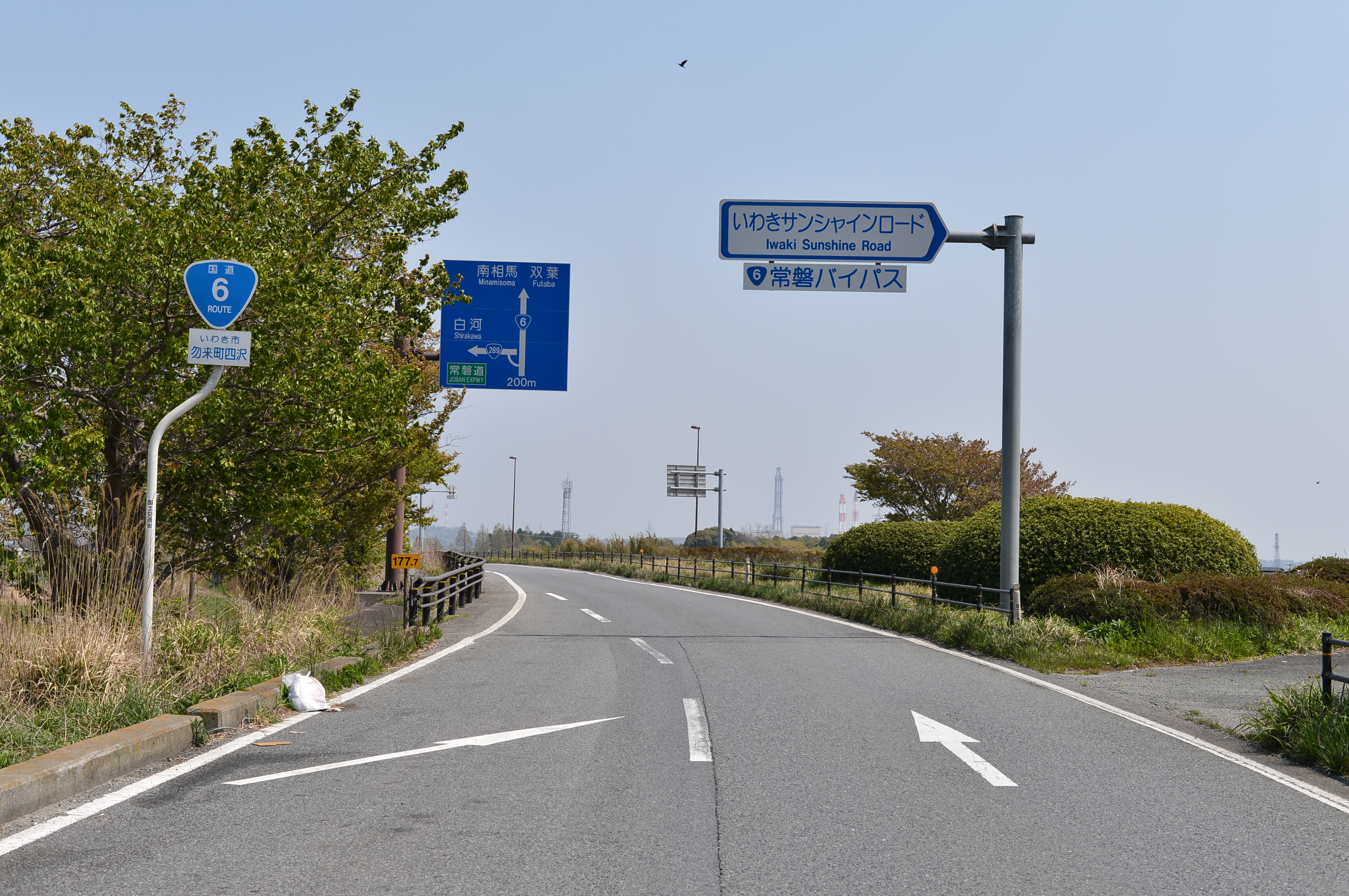
磐城Sunshine Road入口（常磐繞道）

東京 - 水戶間的國道6號又名水戶街道，是源自江戶時代的藩領型名稱。陸前濱街道則是在明治時代命名，因此不包含之後的新道與繞道等新闢路段。此外，貫穿茨城縣中心的本道路又被沿線居民稱作「6國（ろっこく）」。
- 中央通
- 江戶通
- 言問通（日语：言問通り）
- 水戶街道
- 陸前濱街道（日语：陸前浜街道）
- 磐城Sunshine Road（日语：常磐バイパス）

### 繞道

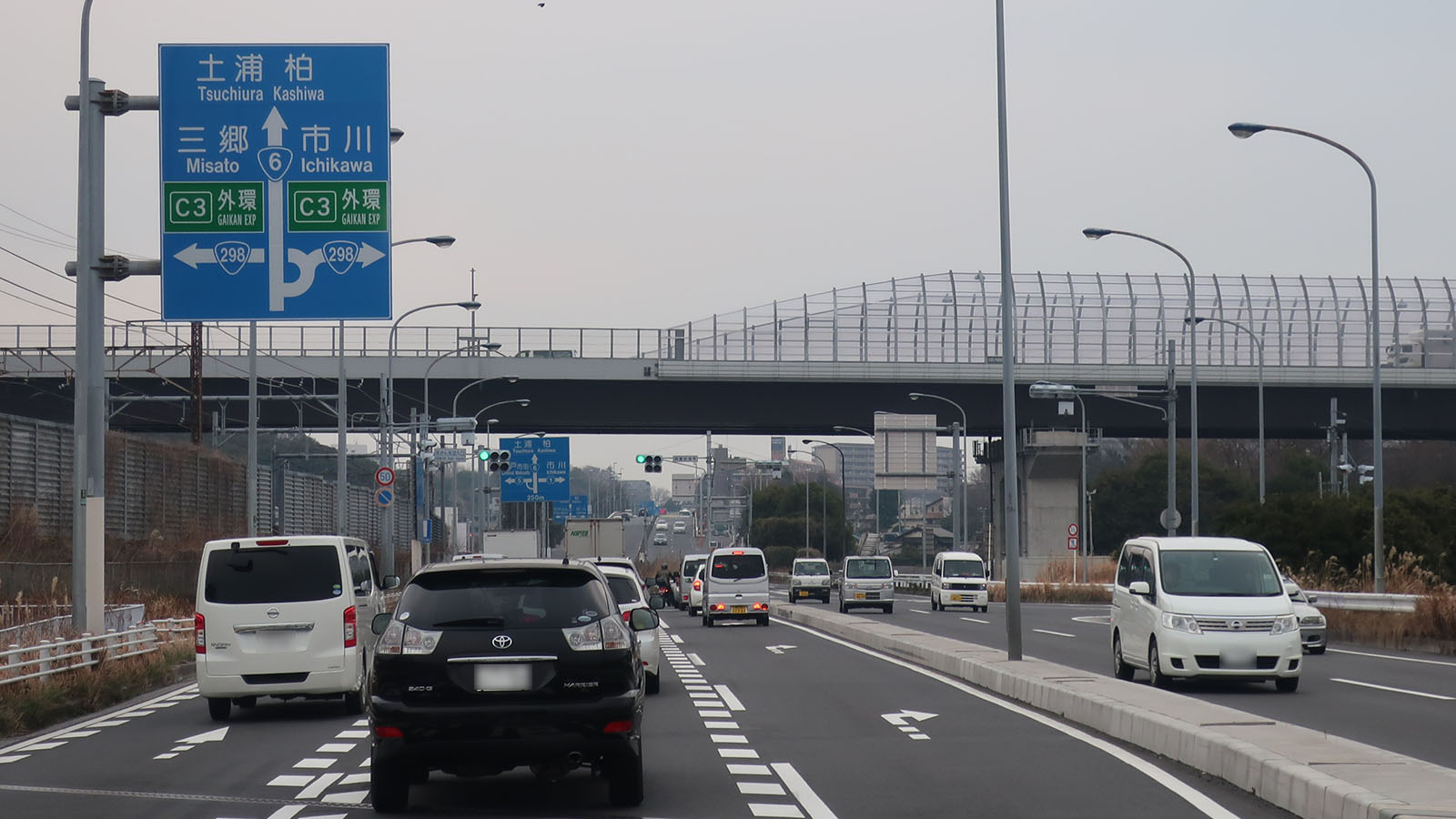
金町繞道
國道298號交會處
千葉縣松戶市上矢切

- 金町繞道（日语：金町バイパス）（東京都）※
- 松戶繞道（日语：松戸バイパス）（千葉縣）※
- 取手繞道（日语：取手バイパス）（茨城縣）※
- 藤代繞道（日语：藤代バイパス）（茨城縣）※
- 牛久土浦繞道（日语：牛久土浦バイパス）（茨城縣）
- 土浦繞道（日语：土浦バイパス）（茨城縣）※[注釋 6]
- 千代田石岡繞道（日语：千代田石岡バイパス）（茨城縣）
- 國道6號第一次改建道路（日语：国道6号一次改築）（茨城縣）※
- 石岡繞道（茨城縣）※
- 美野里繞道（茨城縣）(路線檢討中)
- 茨城町繞道（日语：茨城町バイパス）（茨城縣）※
- 水戶繞道（日语：水戸バイパス）（茨城縣）※水戶繞道（日语：水戸バイパス）
茨城縣水戶市濱田2丁目
- 勝田擴幅（日语：勝田拡幅）（茨城縣）
- 石名坂繞道（茨城縣）※
- 日立繞道（日语：日立バイパス）（茨城縣）
- 小木津繞道（日语：小木津バイパス）（茨城縣）※
- 勿來繞道（日语：勿来バイパス）（茨城縣 - 福島縣）

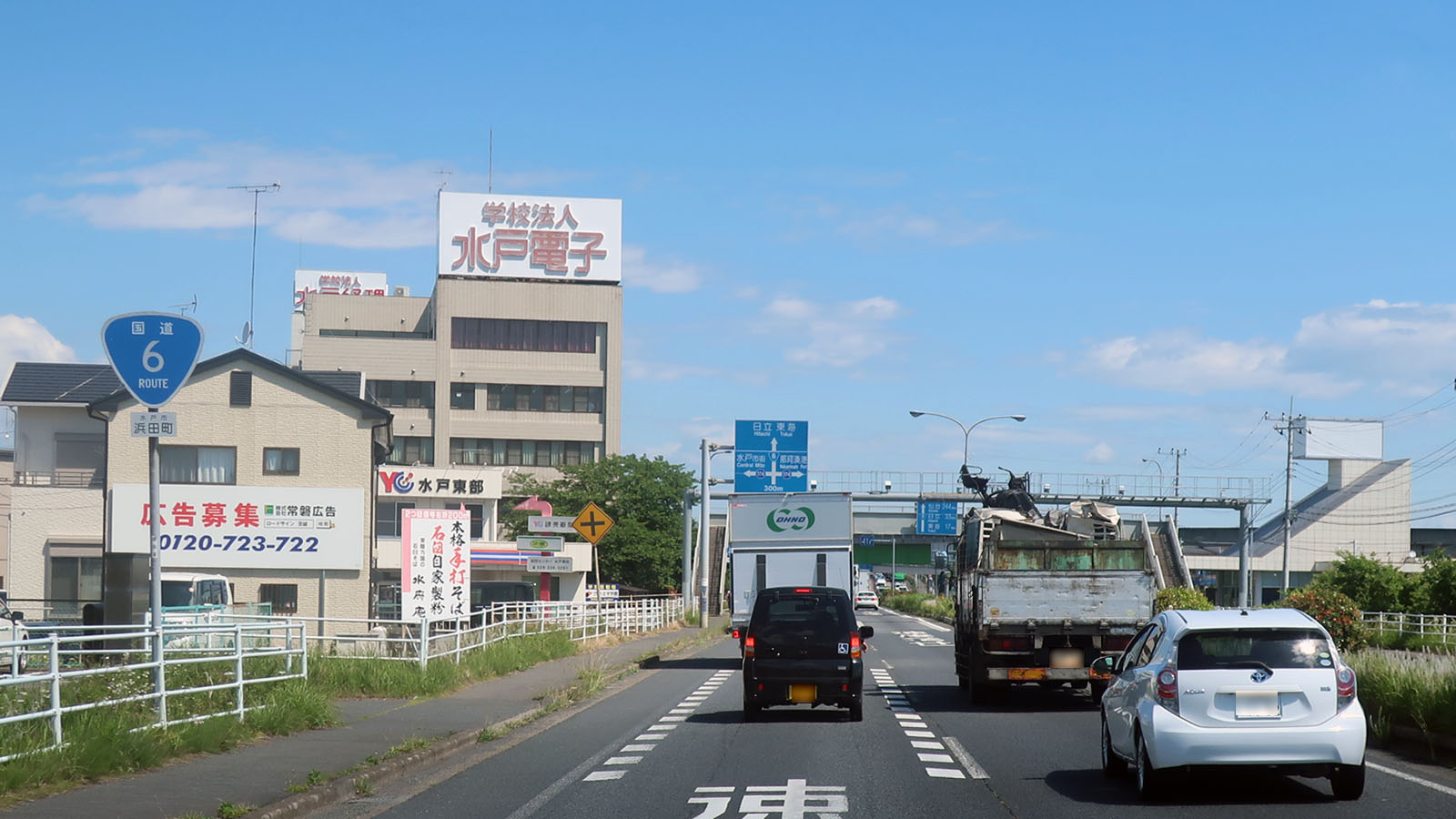
水戶繞道
茨城縣水戶市濱田2丁目

- 常磐繞道（日语：常磐バイパス）（磐城Sunshine Road）（福島縣）※

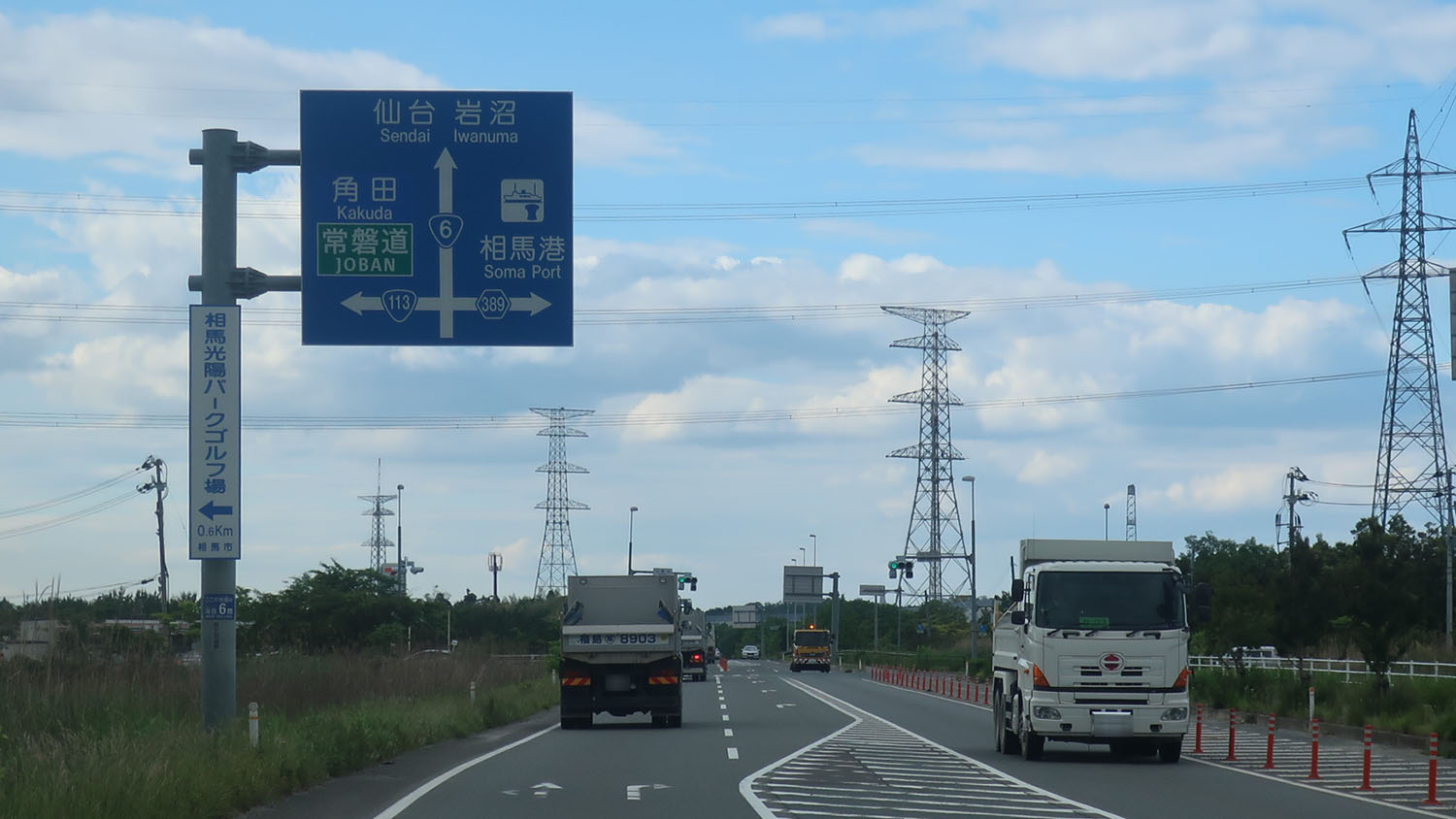
相馬繞道
國道113號終點附近
福島県縣馬市光陽3丁目

- 久之濱繞道（日语：久之浜バイパス）（福島縣）※
- 相馬繞道（日语：相馬バイパス）（福島縣）※相馬繞道（日语：相馬バイパス）
國道113號（日语：国道113号）終點附近
福島県縣馬市光陽3丁目
- 亘理繞道（日语：亘理バイパス）（宮城縣）※
- 岩沼繞道（日语：岩沼バイパス）（宮城縣）※
- 仙台繞道（日语：仙台バイパス）（宮城縣）※

※為舊道已解除國道6號指定。

### 收費道路
- 東水戶道路（茨城縣，北關東自動車道並行高速道路）
- 仙台南部道路（宮城縣，地域高規格道路）
- 仙台東部道路（宮城縣，常磐自動車道並行高速道路）
全部都是繞道收費道路，其中東水戶道路與仙台東部道路是高速自動車國道並行一般國道自動車專用道路，仙台南部道路為地域高規格道路（都市圈自動車專用道路），雖是一般收費道路，但其設計與國道相同。仙台南部道路與仙台東部道路與東北自動車道、仙台北部道路、三陸自動車道一同組成仙台都市圈環狀自動車專用道路（日语：仙台都市圏環状自動車専用道路）。

### 共線區間
- 國道17號（東京都中央區日本橋 - 東京都中央區日本橋室町 室町三丁目交岔點）
- 國道4號（東京都中央區日本橋 - 東京都中央區日本橋本町 本町三丁目交岔點）
- 國道14號（東京都中央區日本橋 - 東京都中央區日本橋馬喰町 淺草橋交岔點）
- 國道294號（日语：国道294号）（千葉縣柏市 呼塚交岔點 - 茨城縣取手市 國道294號入口交匯點）
- 國道355號（日语：国道355号）（茨城縣石岡市國府 國府7丁目交匯點 - 茨城縣石岡市石岡 山王台交匯點）
- 國道4號（宮城縣岩沼市 藤浪交匯點[注釋 7] - 宮城縣仙台市宮城野區苦竹交流道）

### 道路設施

#### 隧道
- 松戶隧道

千葉縣松戶市。穿過千葉大學園藝學部下方。
- 平潟隧道

茨城縣北茨城市平潟町與福島縣磐城市勿來町之間。全長60公尺。1958年（昭和33年）3月竣工。雙向各2車道。
- 南富岡隧道

福島縣磐城市小名濱南富岡（常磐繞道）。全長280公尺。1980年（昭和55年）4月竣工。坑口為四角形。
- 久世原隧道

福島縣磐城市平下荒川（常磐繞道）。全長264公尺。2000年（平成12年）2月竣工。坑口為四角形。穿過久世原團地下方，隧道上方是久世原公園。
- 新波立隧道

福島縣磐城市（久之濱繞道）。全長190公尺。2015年（平成27年）竣工。
- 金澤第一隧道、金澤第二隧道

福島縣磐城市久之濱町。全長210公尺（第一隧道）、119公尺（第二隧道）。1963年（昭和38年）3月竣工。
- 末續第一隧道、末續第二隧道

福島縣磐城市久之濱町。全長143公尺（第一隧道）、278.5公尺（第二隧道）。1963年（昭和38年）3月竣工。
- 夕筋隧道

福島縣雙葉郡廣野町。全長114公尺。1963年（昭和38年）3月竣工。

#### 主要橋梁
- 言問橋（日语：言問橋）（隅田川，東京都台東區 - 墨田區）
- 四木橋、四木小橋（日语：四ツ木橋）、新四木橋（日语：新四ツ木橋）（荒川、綾瀨川（日语：綾瀬川），東京都墨田區 - 葛飾區）
- 中川大橋（日语：中川大橋 (中川)）（中川，東京都葛飾區）
- 新葛飾橋（江戶川，東京都葛飾區 - 千葉縣松戶市）
- 大利根橋（日语：大利根橋）（利根川，千葉縣我孫子市 - 茨城縣取手市）
- 水戶大橋（那珂川，茨城縣水戶市 - 常陸那珂市）
- 榊橋（久慈川，茨城縣那珂郡東海村 - 日立市）
- 鮫川大橋（日语：鮫川大橋）（鮫川，福島縣磐城市）
- 夏井川橋（夏井川，福島縣磐城市）
- 阿武隈橋（阿武隈川，宮城縣亘理郡亘理町 - 岩沼市）

#### 道之驛
- 福島縣
  - 四倉港（日语：道の駅よつくら港）（磐城市）
  - 楢葉（日语：道の駅ならは）（雙葉郡楢葉町）
  - 浪江（日语：道の駅なみえ）（雙葉郡浪江町）
  - 南相馬（日语：道の駅南相馬）（南相馬市）
  - 相馬（日语：道の駅そうま）（相馬市）

只有一個縣（福島縣）設有道之驛，在個位數編號國道（未跨縣的國道5號以外的1～9號）非常少見。

## 核災造成的交通限制
2011年4月22日至2014年9月14日，受到福島第一核電廠事故的歸還困難區域（事故發生警戒區域）限制，福島縣雙葉郡富岡町本岡字新夜之森（富岡消防署北交差點）至雙葉郡浪江町高瀨字小高瀨（浪江町、雙葉町交界附近）的區間禁止通行。
該區間的南北兩端設有檢問所，中間屬於歸還困難區域，滞留違法。9月下旬起允許自用車暫時返家。
2012年12月17日起，避難區域的市町村職員與基建修復工程等相關業者在申請後可通過歸還困難區域。2013年6月17日起，避難區域的12市町村居民，在通勤、通院等目的下，可持市町村發行的通行證通過歸還困難區域。（通行時間為7時至19時。）。2014年9月15日，自動車全線自由通行（行人、輕車輛、摩托化自行車、自動二輪車持續限制）。但是，禁止在歸還困難區域內停車（不包含熄火、爆胎、拋錨等車輛故障）或進入國道本線外的道路、設施，並且需關窗，空調設為內循環。。2020年3月4日，雙葉町部分歸還困難區域解除避難指示（禁止居住），解除二輪車通行限制
。
2012年4月15日以前的北側限制地點為南相馬市原町區大甕（273.5公里處），2012年8月9日以前的南側限制地點為雙葉郡楢葉町山田岡（J-VILLAGE入口附近，231公里處）。兩者都是根據所謂的「20 公里半徑」所設置。由於在2013年4月1日進行避難區域重組（改為避難命令取消準備區域），南側限制地點在同年3月24日從楢葉町上繁岡字山根（與富岡町交界）、北側限制地點在同年3月31日從南相馬市小高區下浦字三輪（263公里，南相馬市、浪江町界附近）分別移至解除前地點。

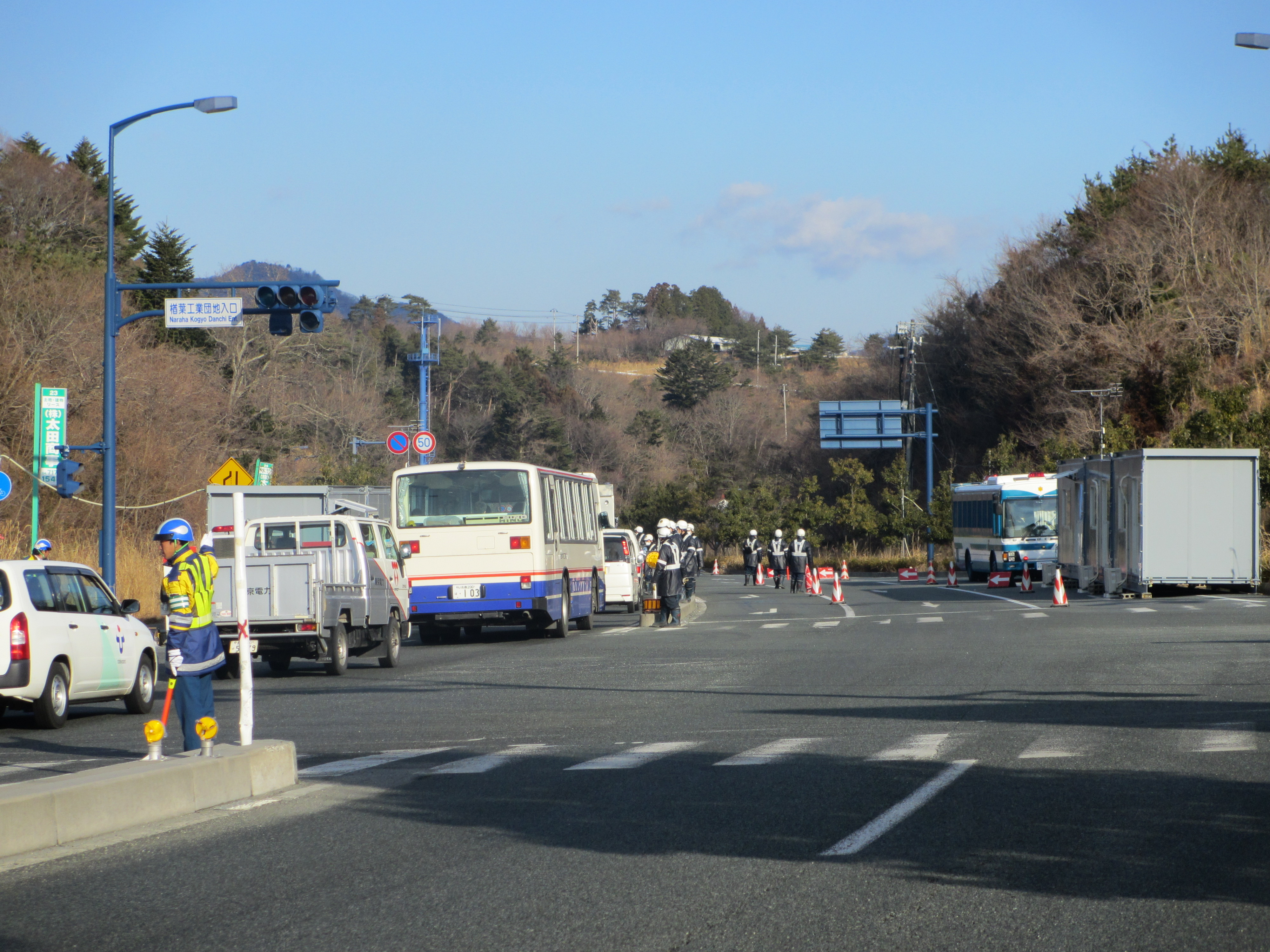
國道6號警戒區域入口的檢問站（福島縣楢葉町。之後移至富岡町夜之森（日语：夜ノ森）附近）
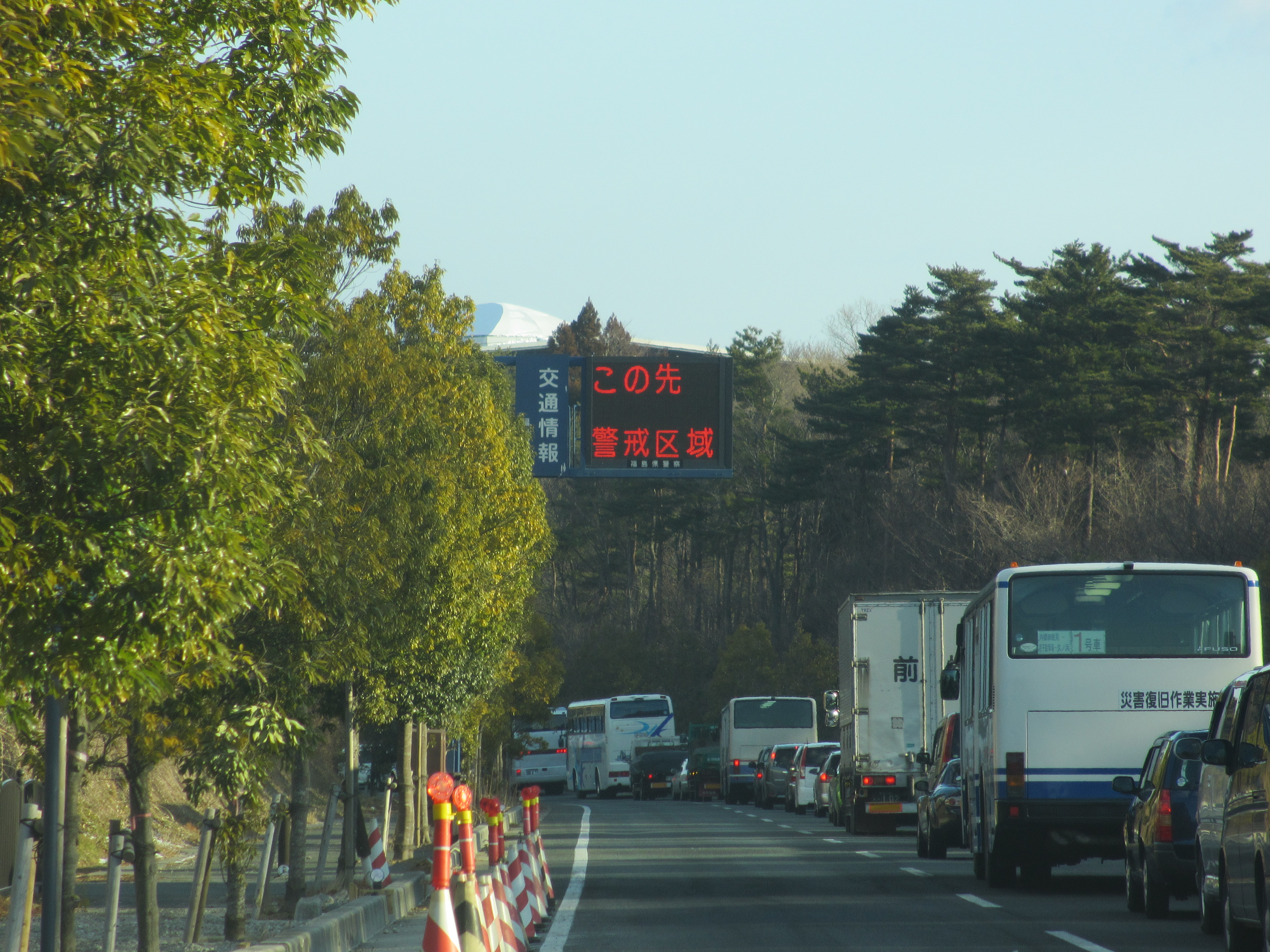
進入警戒區域的車輛（福島縣廣野町、楢葉町町界）
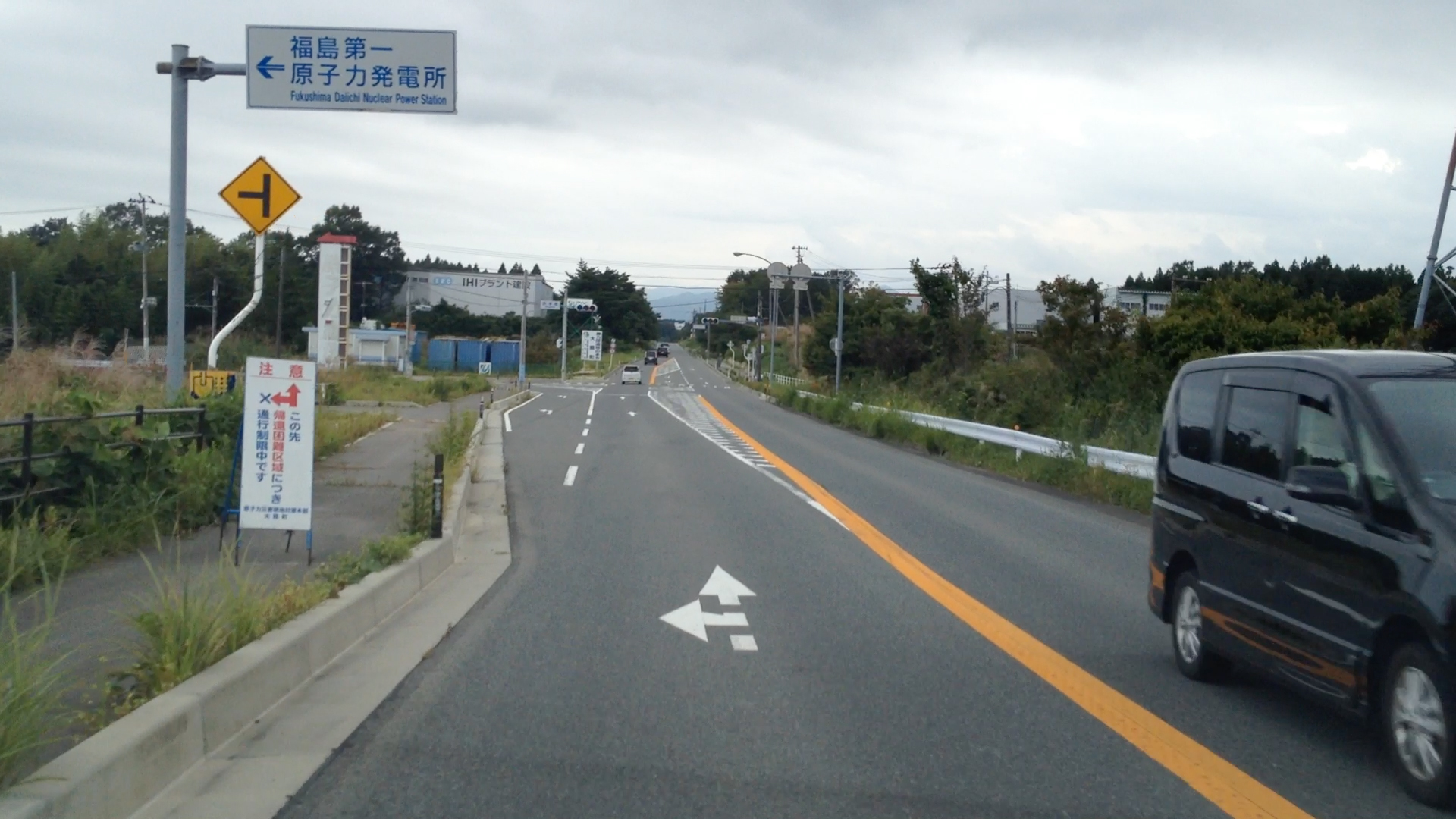
2014年9月15日恢復通行的國道6號福島第一核電廠入口附近

## 地理

### 通過市町村
- 東京都
  - 中央區 - 台東區 - 墨田區 - 葛飾區
- 千葉縣
  - 松戶市 - 流山市 - 柏市 - 我孫子市
- 茨城縣
  - 取手市 - 龍崎市 - 牛久市 - 土浦市 - 霞浦市 - 石岡市 - 小美玉市 - 東茨城郡茨城町 - 水戶市 - 常陸那珂市 - 那珂市 - 那珂郡東海村 - 日立市 - 高萩市 - 北茨城市
- 福島縣
  - 磐城市 - 双葉郡廣野町 - 双葉郡楢葉町 - 双葉郡富岡町 - 双葉郡大熊町 - 双葉郡双葉町 - 双葉郡浪江町 - 南相馬市 - 相馬市 - 相馬郡新地町
- 宮城縣
  - 亘理郡山元町 - 亘理郡亘理町 - 岩沼市 - 名取市 - 仙台市（太白區 - 若林區 - 宮城野區）

### 連接路線
※不含茨城縣內的東水戶道路。
- 東京都
  - 國道1號（※國道1號重複=國道15號、國道20號）（中央區日本橋起點）
  - 國道17號（中央區日本橋起點 -（重複）- 室町3丁目交差點）
  - 國道4號（中央區日本橋起點 -（重複）- 本町3丁目交差點）
  - 國道14號（中央區日本橋起點 -（重複）- 浅草橋交差點）
  - 首都高速道路中央環狀線四木出入口（葛飾區）
- 千葉縣
  - 國道298號（日语：国道298号）（松戶市外環矢切入口交差點）
  - 國道464號（日语：国道464号）（松戶市松戶隧道交差點）
  - 國道16號（柏市呼塚交岔點）
  - 國道294號（日语：国道294号）（柏市呼塚交差點 -（重複）- 取手市國道294號入口交差點）
  - 國道356號（日语：国道356号）（我孫子市我孫子市街入口交差點）
- 茨城縣
  - 國道408號（日语：国道408号）（牛久市學園都市南入口交差點，筑波市大井北交差點〈牛久土浦繞道（日语：牛久土浦バイパス）〉）
  - 首都圈中央連絡自動車道筑波牛久交流道（筑波市〉牛久土浦繞道〉）
  - 國道125號阿見美浦繞道、國道354號（土浦市中村陸橋）
  - 國道125號（土浦市真鍋跨道橋交差點、都和〈新治土浦繞道〉）
  - 國道125號新治土浦繞道（土浦市都和）
  - 常磐自動車道千代田石岡交流道（霞浦市）
  - 國道355號（日语：国道355号）石岡岩間繞道（石岡市戀瀨橋北交差點）
  - 國道355號（石岡市國府七丁目交差點 -（重複）- 山王台交差點）
  - 北關東自動車道茨城町東交流道（東茨城郡茨城町）
  - 國道50號水戶繞道（日语：水戸バイパス）（水戶市酒門町交差點）
  - 國道51號（水戶市澀井町交差點）（※國道51號重複=國道124號（日语：国道124号）、國道245號（日语：国道245号））
  - 常磐自動車道日立南太田交流道（日立市）
  - 國道293號（日语：国道293号）（日立市大和田町交差點）
  - 國道245號（日立市國道245號入口交差點）
  - 國道245號（日立市旭町交差點〈日立繞道（日语：日立バイパス）〉）
  - 常磐自動車道日立北交流道（日立市）
  - 國道461號（日语：国道461号）（日立市十王町伊師）

- 福島縣

- - 國道289號（日语：国道289号）（磐城市錦町）
  - 國道49號（日语：国道49号）平繞道（日语：平バイパス）（磐城市常磐上矢田町〈常磐繞道（磐城Sunshine Road）（日语：常磐バイパス）〉上矢田交差點（日语：上矢田交差点））
  - 國道399號（日语：国道399号）（磐城市平中神谷〈常磐繞道（磐城Sunshine Road）〉）
  - 國道288號 (日本)（雙葉郡雙葉町牛踏交差點）
  - 國道114號（日语：国道114号）（雙葉郡浪江町知命寺交差點）
  - 國道115號（日语：国道115号）相馬南繞道（相馬市大曲交差點〈相馬繞道（日语：相馬バイパス）〉）
  - 國道113號（日语：国道113号）（相馬市光陽北交差點〈相馬繞道〉）

- 宮城縣

- - 常磐自動車道山元交流道（亘理郡山元町）
  - 國道4號（岩沼市藤浪交差點 -（重複）- 仙台市宮城野區苦竹交流道（日语：苦竹インターチェンジ）終點）
  - 國道45號、國道47號（仙台市宮城野區苦竹交流道終點）

## 圖片

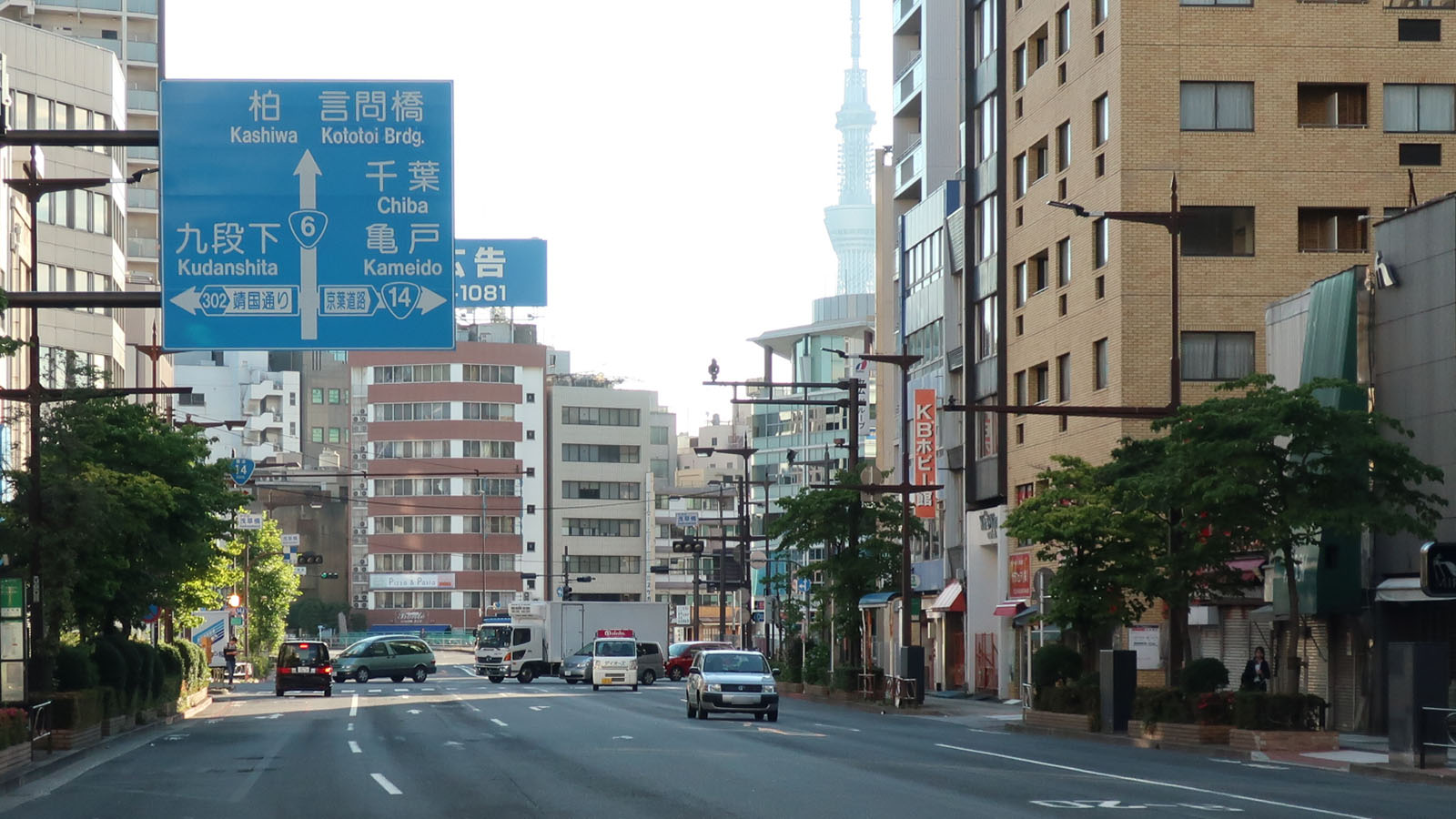
國道14號分岐點 東京都中央區日本橋馬喰町
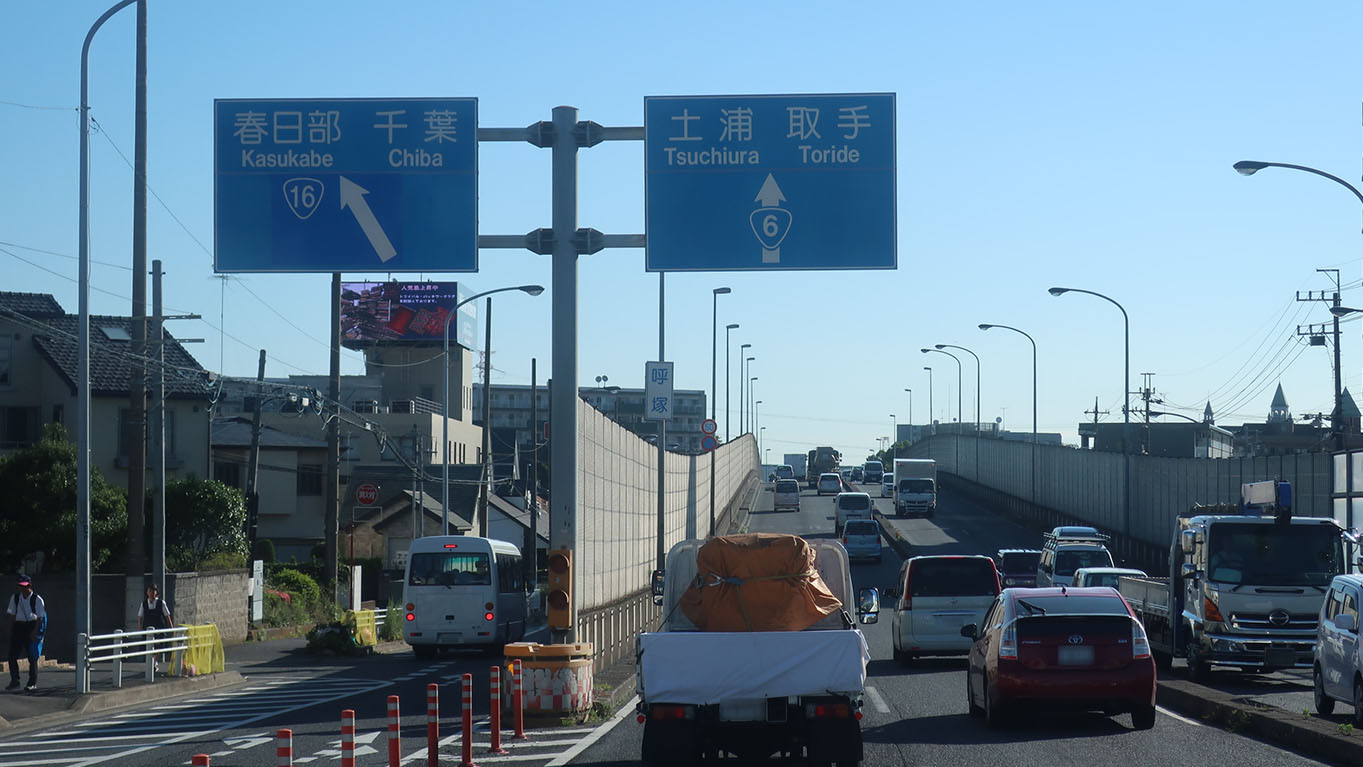
國道16號分岐點 千葉縣柏市明仄3丁目
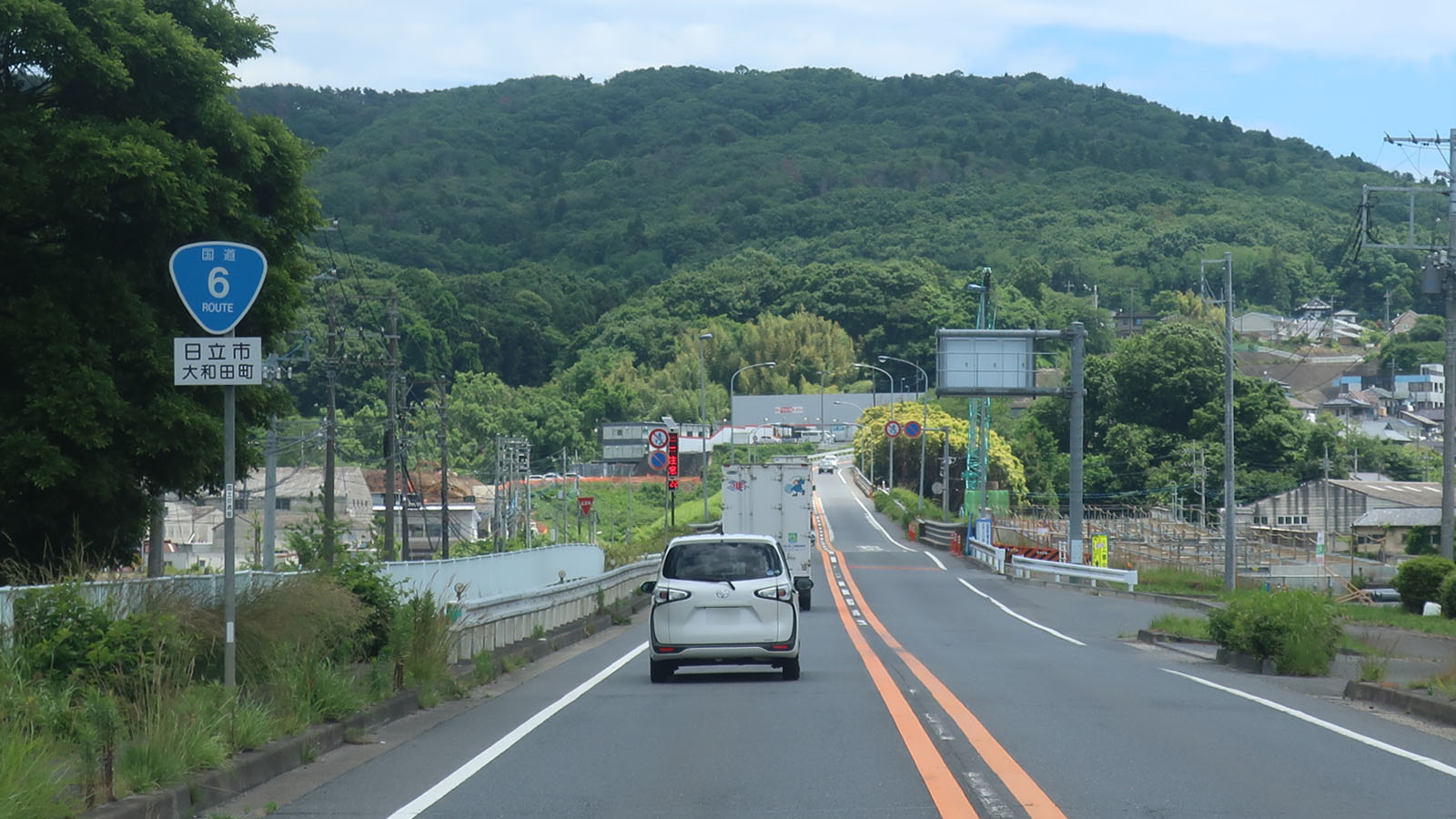
茨城縣日立市大和田町
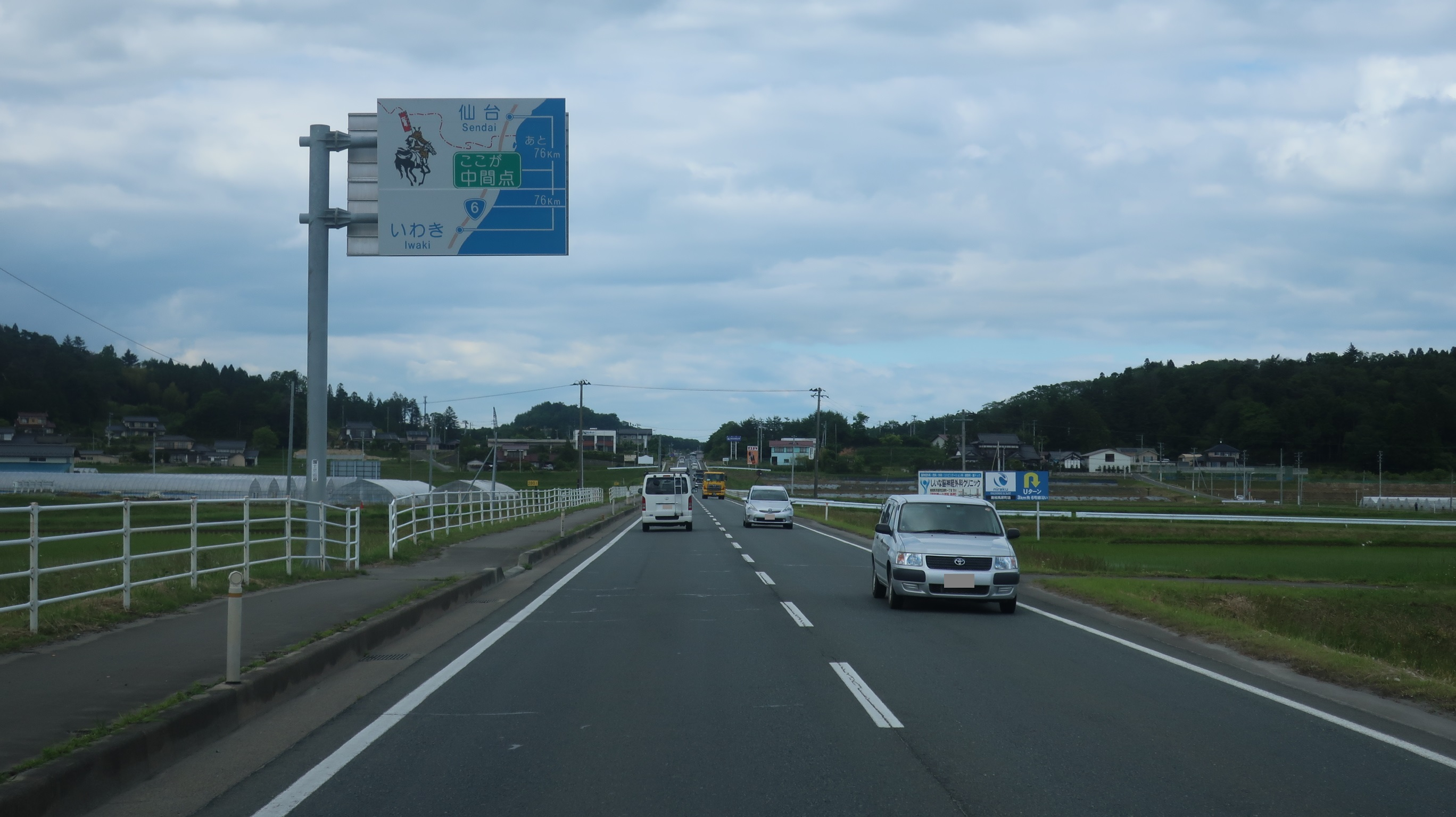
福島縣、宮城縣的 中間點 福島縣南相馬市原町區
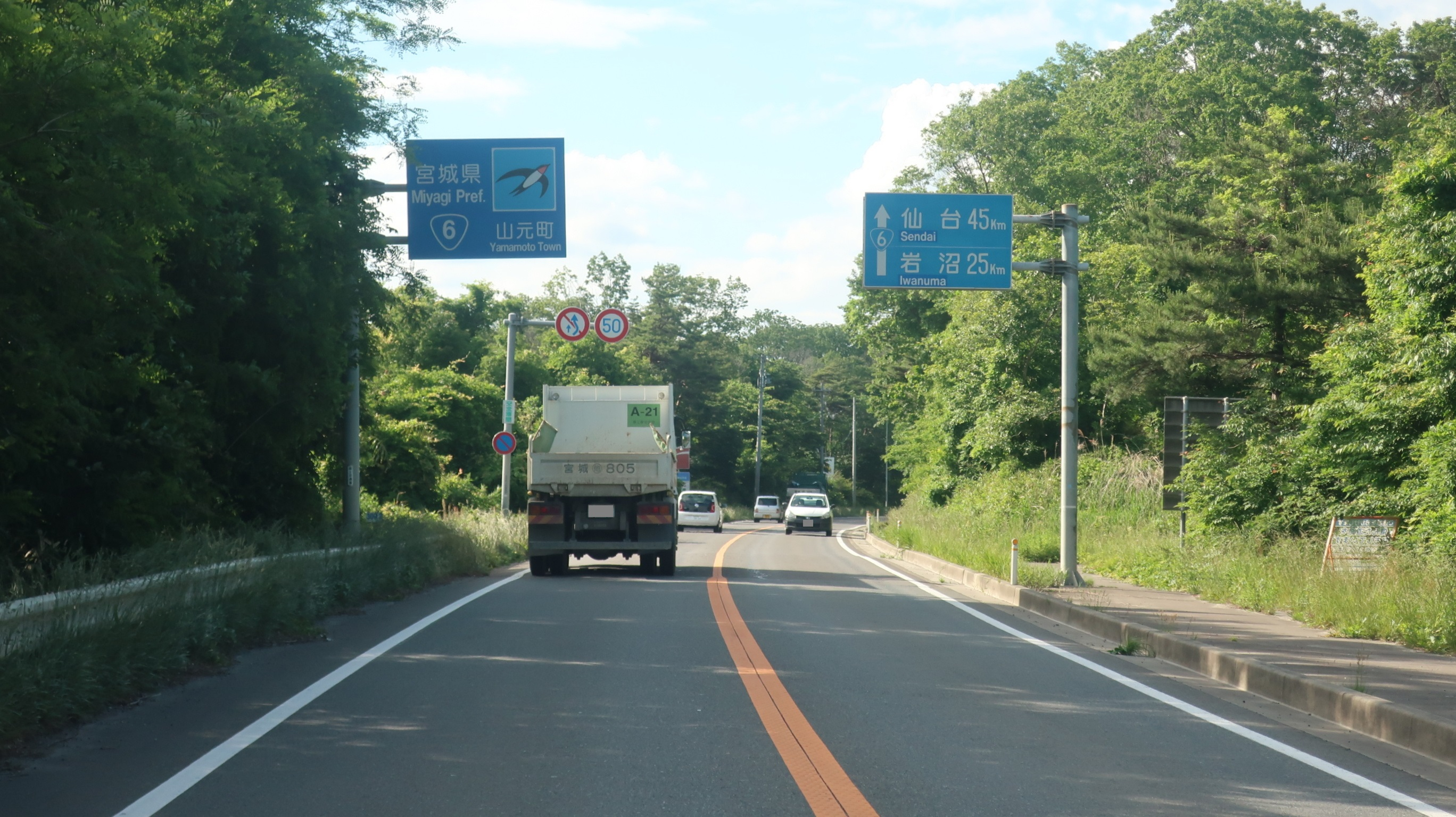
宮城縣界標示 宮城縣亘理郡山元町

## 關連項目
- 關東地方道路一覽
- 東北地方道路一覽
- 常磐線：大致並行的鐵道路線

## 外部連結
- 關東地方整備局 （页面存档备份，存于）
  - 東京國道事務所 （页面存档备份，存于）
  - 千葉國道事務所 （页面存档备份，存于）
  - 常總國道事務所 （页面存档备份，存于）
  - 常陸河川國道事務所 （页面存档备份，存于）
- 東北地方整備局（页面存档备份，存于）
  - 磐城國道事務所 （页面存档备份，存于）
  - 仙台河川國道事務所（页面存档备份，存于）